# Galeria Korona Kielce
Galeria Korona Kielce – galeria handlowa w centrum Kielc, w trójkącie ulic Warszawskiej, Polnej i Radiowej. Jej otwarcie nastąpiło 16 maja 2012 roku.

## Historia

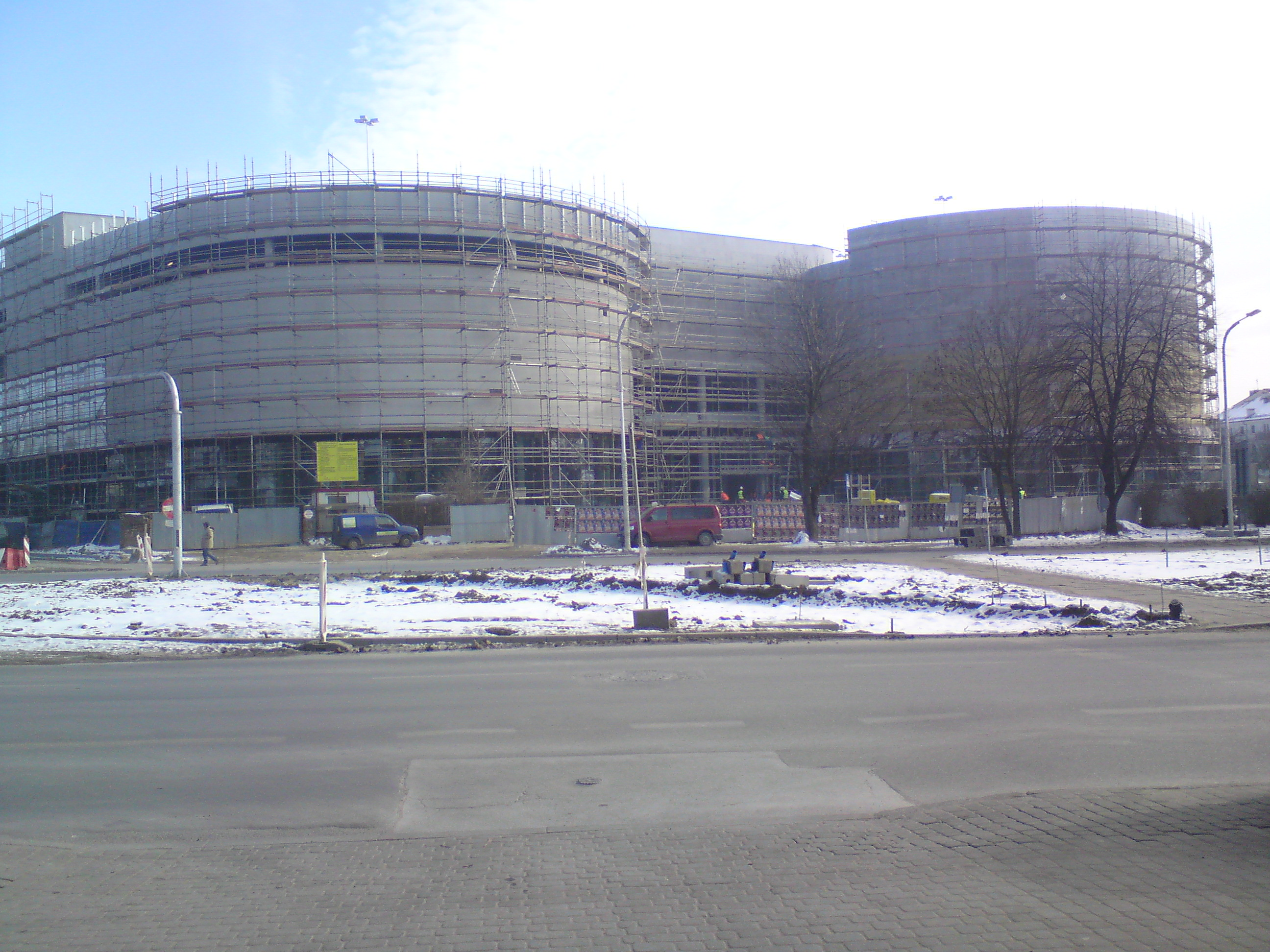
Budowa galerii, 8 lutego 2012

Początkowo galeria handlowa znajdująca się w trójkącie ulic Warszawskiej, Polnej i Radiowej miała nosić nazwę Galeria IX Wieków. W 2009 roku zmieniono ją na Galeria Korona Kielce (nową nazwę zatwierdził ówczesny prezydent Kielc Wojciech Lubawski). W czerwcu 2010 Regionalna Dyrekcja Ochrony Środowiska wydała niezbędną opinię do uzyskania decyzji środowiskowej, natomiast w lipcu inwestor, spółka Church Land Development, otrzymał pozwolenie na budowę.
Prace rozpoczęły się w lipcu 2010 roku – na początku została przebudowana instalacja wodociągowa, która biegła przez teren budowy. 23 września w obecności przedstawicieli miasta, powiatu i województwa świętokrzyskiego został wmurowany kamień węgielny. Do stycznia 2011 z placu budowy wywieziono 65 tys. m³ ziemi oraz zbudowano ponad 800 metrów bieżących ścianek szczelinowych, które mają 80 centymetrów grubości i sięgają 19 metrów w głąb ziemi. Latem 2011 roku, ze względu na dobudowanie dodatkowej kondygnacji podziemnej niezgodnie z pozwoleniem na budowę, prace budowlane zostały chwilowo wstrzymane.
Pomimo utrudnień prace budowlane prowadzone były zgodnie z harmonogramem. Pod koniec 2011 roku stan surowy obiektu został zamknięty, zaś w Galerii zaczęli urządzać wnętrza pierwsi najemcy. Pod koniec stycznia 2012 roku obiekt został skomercjalizowany w 90%. W kwietniu odbyły się próby oświetlenia zewnętrznego. W pracach wykończeniowych uczestniczyło prawie 2 tys. osób.

## Inwestycja
Otwarcie Galerii Korona nastąpiło 16 maja 2012 roku, wartość inwestycji wyniosła 100 mln euro. Powierzchnia całkowita liczy 93,5 tys. m², natomiast powierzchnia najmu – 36 tys. m². W Galerii znajduje się 135 lokali handlowo-usługowych oraz punktów gastronomicznych. Budynek został pokryty panelami perforowanymi, dzięki którym możliwy jest  zróżnicowany odbiór elewacji budynku przy różnych warunkach oświetlenia naturalnego jak i sztucznego. Komunikację pomiędzy poziomami windy oraz schody ruchome.

## Sponsoring
W styczniu 2012 roku przedstawiciele Galerii Korona podpisali półtoraroczną umowę sponsorsko-partnerską z Koroną Kielce. Na jej mocy Galeria rozpoczęła wsparcie grupy młodzieżowej i zespołu Młodej Ekstraklasy ów klubu piłkarskiego. W ramach współpracy logo Galerii pojawiło się na koszulkach Młodej Korony, a także na sprzęcie reprezentacyjnym pierwszej drużyny.